# 君がくれたグッドライフ
『君がくれたグッドライフ』（きみがくれたグッドライフ、Hin und weg）は2014年のドイツのドラマ映画。
監督はクリスティアン・チューベルト、出演はフロリアン・ダーヴィト・フィッツ、ユリア・コーシッツなど。
筋萎縮性側索硬化症（ALS）で余命わずかとなった男性がベルギーでの尊厳死を目的に妻や親友らと自転車で旅をする姿を描いたロードムービー。
本国ドイツのみならず、複数の国の映画賞で高い評価を得ている（詳細は後述の「作品の評価」を参照）。

## ストーリー
ハンネスと妻キキは、昔からの仲間たちと毎年恒例の自転車での旅に出る。15回目となる今年の行き先を決める番であるハンネスとキキはベルギーを選択する。仲間たちはベルギーには見どころがないと不満を漏らすが2人には目的があったのである。
旅の途中で一行はハンネスの実家に寄る。仲間同士の何気ない会話にハンネスの母が急に涙ぐんだことから、ハンネスは今回の旅の目的を仲間たちに明かすことになる。実はハンネスは亡き実父と同じ筋萎縮性側索硬化症（ALS）で余命わずかであり、尊厳死が法的に認められているベルギーで死を迎えることを決めていたのである。突然の告白に仲間たちは激しく動揺するが、ハンネスの思いを受け入れて旅を続けることを決める。ハンネスの容体は日に日に悪化するものの、それでもハンネスと仲間たちは子供のようにはしゃぎ、楽しい時間を過ごす。
ベルギーに入国し、約束の医師のもとを訪ねたハンネスたちだったが、医師は前日に事故に遭ったために対応できないと知らされる。代わりの医師に連絡すると対応できるのは翌日ということで、ハンネスの死は1日延期される。最後の夜をハンネスはキキと二人だけで過ごす。翌日、ハンネスは合流した母と仲間たちに見守られながらキキの腕の中で安らかに亡くなる。
1年後、ベルギーの浜辺に集まった仲間たちはハンネスに思いをはせる。その浜辺には大きく「HANNES WAS HERE（ハンネスはここにいた）」と記されていた。

## キャスト
- ハンネス: フロリアン・ダーヴィト・フィッツ - 筋萎縮性側索硬化症で余命わずかの男性。36歳。
- キキ: ユリア・コーシッツ（ドイツ語版） - ハンネスの妻。
- ミヒャエル: ユルゲン・フォーゲル - ハンネスの親友。プレイボーイ。
- ザビーネ: ミリアム・シュタイン（ドイツ語版） - ミヒャエルが旅の途中で出会い、合流した若い女性。
- フィン: フォルカー・ブルッフ - ハンネスの弟。
- マライケ: ヴィクトリア・マイヤー（ドイツ語版） - ハンネスらの親友。
- ドミ: ヨハネス・アルマイヤー（ドイツ語版） - ハンネスらの親友。マライケの夫。
- イレーネ: ハンネローレ・エルスナー（ドイツ語版） - ハンネスとフィンの母親。

## 作品の評価
- ドイツ映画批評家協会賞2015 最優秀女優賞ノミネート（ユリア・コーシッツ（ドイツ語版））
- ハンブルク・フィルムフェスト2014 アートシネマ賞ノミネート（クリスティアン・チューベルト（ドイツ語版））
- ジュピター賞2015 最優秀男優賞受賞（フロリアン・ダーヴィト・フィッツ）[1]、最優秀女優賞ノミネート（ユリア・コーシッツ）
- ロカルノ国際映画祭 ピアッツァ・グランデ部門
- トロント国際映画祭 コンテンポラリー・ワールド・シネマ部門